# Kwon Hyun-sang
Kwon Hyun-sang (wirklicher Name Im Dongjae, auch Im Dong-jae; * 2. Juli 1981 in Südkorea) ist ein südkoreanischer Schauspieler.

## Leben
Seine Eltern sind beide im Filmgeschäft tätig. Seine Mutter die ehemalige Schauspielerin Chae Ryeong. Sein Vater ist der Regisseur Im Kwon-taek. Da Kwon Hyun-sang auch ohne die Hilfe seines berühmten Vaters im Schauspielgeschäft Fuß fassen wollte, änderte er seinen Namen von Im Dong-jae in den Künstlernamen Kwon Hyun-sang. Jedoch wurde im Jahr 2010 auch in der Öffentlichkeit bekannt, dass Im Kwon-taek sein Vater ist. Kwon Hyun-sang studierte Film und Theater an der Dankook University. Seine ersten Filmauftritt hatte Kwon Hyun-sang im Jahr 2008 mit Death Bell. Es folgten mehrere Auftritte in Filmen und Fernsehserien. 2012 übernahm Kwon Hyun-sang eine Hauptrolle in dem Film Let Me Out. Für seine Darstellung des Vampires L in dem koreanischen Drama Vampire Prosecutor bekam er 2012 den Drama Fever Award als bester Bösewicht.

## Filmografie

### Filme
- 2008: Death Bell
- 2010: Death Bell 2: Bloody Camp
- 2011: Hanji (달빛 길어올리기 Dalbit Gireoolligi)
- 2011: The Suicide Forecast (수상한 고객들 Susanghan Gogaekdeul)
- 2012: Almost Che
- 2012: Don’t Cry Mommy (돈 크라이 마미 Don Keurai Mami)
- 2012: The Tower – Tödliches Inferno (타워)
- 2013: Fists of Legend (전설의 주먹 Jeonseol-ui Jumeok)
- 2013: A City in Blossom (도시의 풍년 Dosi-ui Pungnyeon)
- 2013: Let Me Out (렛 미 아웃)

### Fernsehserien
- 2008: Les Jolis Garcons (OnStyle)
- 2009: Soul (혼 Hon, MBC)
- 2010: Master of Study (공부의 신 Gongbu-ui Sin, KBS2)
- 2011: The Princess’ Man (공주의 남자 Gongju-ui Namja, KBS2)
- 2012: The King 2 Hearts (더킹 투하츠, MBC)
- 2012: Vampire Prosecutor (OCN)
- 2013: King of Ambition (야왕 Yawang, SBS)
- 2013: The Fugitive of Joseon (천명: 조선판 도망자 이야기 Cheonmyeong: Joseonpan Domangja Iyagi, KBS2)